# Pleurosignum chilense
Pleurosignum chilense är en kräftdjursart som beskrevs av Menzies1962. Pleurosignum chilense ingår i släktet Pleurosignum och familjen Paramunnidae. Inga underarter finns listade i Catalogue of Life.